# Cliffsend
Cliffsend (även: Cliffs End) är en ort och civil parish i grevskapet Kent i sydöstra England. Orten ligger i distriktet Thanet, cirka 4 kilometer väster om Ramsgate. Tätorten (built-up area) hade 1 282 invånare vid folkräkningen år 2021.